# IV. Alexandrosz makedón király
IV. Alexandrosz Aegosz, magyarosan IV. Sándor (görögül Aλεξανδρος Aιγος; latinul: Alexander IV; Kr. e. 323 augusztusa – Kr. e. 309 nyár vége) makedón király, Nagy Sándor és Rhóxané fia. 

## Élete
Apja halála után született, Kr. e. 323-ban. Létezése már születése előtt megosztotta a makedón hadsereget; Nagy Sándor halála után ugyanis a falanxalakulatok azt akarták, hogy a nagybátyja, III. Philipposz legyen az új király, Perdikkasz és a lovasság viszont várni akart, hogy előbb kiderüljön, Roxanának fia születik-e. Egyezséget kötöttek, hogy Perdikkasz lesz a régens, Philipposz pedig névleges uralkodó, ha pedig Nagy Sándornak fia születik, ő lesz a király Philipposszal együtt.
Alexandrosz 323 augusztusában született. Perdikkaszt Kr. e. 320 júniusában meggyilkolták, és a triparadiszuszi szerződés értelmében új régenst választottak a gyermek mellé: Antipatert. Ő Makedóniába ment Alexandrosszal, Roxanával és Philipposszal, és lemondott arról, hogy Nagy Sándor egész birodalmát uralják; Ázsiát és Egyiptomot a szatrapák kezébe adta.
Mikor a régens Kr. e. 319-ben meghalt, a birodalom újra válságba került: a régens utódjának Polüperkhónt választotta, kihagyva fiát, Kasszandroszt. Ő fellázadt apja döntése ellen, és erős szövetségeseket talált: Eumenészt és III. Euridikét, Philipposz feleségét. Polüperkhónnak szintén nagy hatalmú támogatói voltak azonban: I. Antigonosz, az ázsiai makedón seregek főparancsnoka, és Olimpiász, Nagy Sándor édesanyja.
Kasszandrosz Kr. e. 317-ben megszerezte az uralmat egész Makedónia fölött, Polüperkhónnak pedig Epiruszba kellett menekülnie. Roxana és fia követték. Pár hónappal később Euridiké rávette férjét, hogy Kasszandroszt nevezze meg régensnek. Olimpiász ekkor rá tudta venni rokonát, Aikidész epiruszi uralkodót, hogy Polüperkhónnal együtt támadjon Makedóniára. Elsöprő győzelmet arattak, mivel a makedón sereg nem volt hajlandó Nagy Sándor fia ellen harcolni, akit Olimpiász előrelátóan magával hozott a hadjáratba. Philipposzt és Euridikét elfogták, és Kr. e. 317. december 25-én kivégezték. IV. Alexandrosz lett Makedónia egyedüli uralkodója, helyette a nagyanyja kormányzott.
A következő évben (Kr. e. 317) azonban Kasszandrosz visszatért, és meghódította Makedóniát. Olimpiászt azonnal kivégeztette, a királyt és anyját pedig fogságba vetették és Amphipolisz citadellájában őrizték, Glaukiász fennhatósága alatt.
Mikor Kasszandrosz, Antigonosz, Ptolemaiosz és Lüszimakhosz békekötése Kr. e. 311-ben véget vetett a harmadik háborúnak,  a békeszerződés elismerte Alexandrosz jogait, és kijelentette, hogy ha felnő, követi Kasszandroszt a makedón trónon és valószínűleg az egész birodalom trónján. Az argoszi-dinasztia támogatói úgy tartották, Alexandrosznak azonnal trónra kellene lépnie, nincs többé szükség régensre. Kasszandrosz emiatt Kr. e. 309-ben titokban megölette Glaukiásszal Alexandroszt és anyját. Alexandrosszal kihalt Nagy Sándor dinasztiája.

## Külső hivatkozások
- Wiki Classical Dictionary: Alexander IV Archiválva 2006. május 11-i dátummal a Wayback Machine-ben
- http://www.livius.org/aj-al/alexander01/alexander_iv.html Archiválva 2013. szeptember 24-i dátummal a Wayback Machine-ben
- http://www.1stmuse.com/alex3/argeaidos.html
- https://web.archive.org/web/20070515091958/http://www.ancientlibrary.com/smith-bio/0131.html

| Előző uralkodó: III. Alexandrosz | Makedónia királya Kr. e. 323 – Kr. e. 309 részben III. Philipposszal | Következő uralkodó: I. Antigonosz |